# Ariaferma
Ariaferma è un film del 2021 diretto da Leonardo Di Costanzo.

## Trama
In un carcere ottocentesco in via di dismissione, situato in una impervia vallata, il personale di polizia penitenziaria festeggia la chiusura, ma al mattino successivo arriva una inaspettata notizia: il trasferimento degli ultimi dodici detenuti rimasti deve essere rinviato a data da destinarsi a causa di un disguido burocratico. Gran parte dell'enorme costruzione è in rovina, le cucine e tutti gli altri servizi sono stati dismessi, la direttrice viene inviata ad un'altra destinazione e i pochi agenti rimasti devono cercare di gestire l'imprevista situazione: i detenuti vengono riuniti in poche celle nel corpo centrale della struttura, rimanendo sotto il loro stretto controllo.
La condivisione di uno stesso destino che accomuna carcerati e carcerieri per un periodo di tempo indefinito fa saltare alcune barriere e manda all'aria le procedure consuete, creando una palpabile tensione fra i personaggi. Gaetano Gargiulo, l'agente che per anzianità ha dovuto assumere la direzione del carcere, si ritrova sfidato da un pericoloso camorrista, Carmine Lagioia, il quale approfitta del proprio carisma per aizzare una rivolta che ha come pretesto la chiusura delle cucine e la conseguente distribuzione di cibi precotti. Quando Lagioia propone di riaprire le cucine e di preparare egli stesso i pasti per i detenuti, ma anche per gli agenti, Gargiulo accetta e si propone di tenerlo sotto controllo nelle cucine.
Mantenere il rigore si fa ancora più difficile nel momento in cui Fantaccini, il più giovane dei detenuti, sfiora il suicidio dopo aver saputo che l'anziana vittima di una sua maldestra rapina sta per morire. Proprio Lagioia riesce a sventare il tentativo del giovane e a diventare il suo confidente. Gargiulo tenta di mantenere le distanze e riaffermare i diversi ruoli, affermando di non avere nulla in comune con il camorrista. Questa distanza viene però demolita quando, per un guasto alla centrale elettrica, una sera salta l'illuminazione nell'intero carcere. I detenuti e alcuni agenti si ritrovano a cenare in una tavolata comune, alla luce delle poche lampade rimaste a disposizione.
Il giorno dopo, un'altra emergenza avvicina ancora di più i due rivali: il fornitore di cibo ha un disguido e tocca a Lagioia improvvisare il pranzo raccogliendo le verdure rimaste nel vecchio orto del carcere. Il detenuto e l'agente di polizia si ritrovano a parlare del proprio passato e dell'infanzia trascorsa a Napoli nello stesso quartiere. Il film si conclude con una carrellata dei volti di alcuni detenuti e agenti, in attesa di sapere cosa ne sarà di loro.

## Produzione
Il film è stato girato nel carcere di San Sebastiano di Sassari.
Il film, girato nel 2020 tra due "bolle" (la gabbia del carcere e il confinamento dovuto all'emergenza sanitaria), prevedeva sia attori professionisti sia non professionisti. Per amalgamare i due tipi di recitazione, Di Costanzo utilizzò lo stratagemma di assegnare a ciascuno dei due protagonisti la parte dell'altro, togliendo quindi alla loro interpretazione la patina di professionismo che avrebbe reso stridente il contrasto con gli altri attori, alcuni dei quali erano ex-detenuti e quindi portavano sul set il loro vissuto. 
Il primo trailer del film è stato diffuso il 31 agosto 2021.

## Distribuzione
Dopo esser stato presentato fuori concorso alla mostra di Venezia, il film è stato distribuito nelle sale cinematografiche italiane a partire dal 14 ottobre 2021.

## Riconoscimenti
- 2022 - David di Donatello
  - Migliore sceneggiatura originale a Leonardo Di Costanzo, Bruno Oliviero e Valia Santella
  - Miglior attore protagonista a Silvio Orlando
  - Candidatura a miglior film
  - Candidatura a miglior regista a Leonardo Di Costanzo
  - Candidatura a miglior produttore a Carlo Cresto-Dina per Tempesta, Rai Cinema e Michela Pini per Amka Film Production
  - Candidatura a miglior attore non protagonista a Fabrizio Ferracane
  - Candidatura a migliore autore della fotografia a Luca Bigazzi
  - Candidatura a miglior musicista a Pasquale Scialò
  - Candidatura a miglior scenografo a Luca Servino e Susanna Abenavoli
  - Candidatura a miglior montatore a Carlotta Cristiani
  - Candidatura a miglior suono a Xavier Lavorel, Pierre Collodin, Daniela Bassani e Maxence Ciekawy
- 2022 - Premio Flaiano
  - Migliore sceneggiatura a Bruno Oliviero e Valia Santella
- 2022 - Globo d'oro[3]
  - Miglior film a Leonardo Di Costanzo
  - Miglior regista a Leonardo Di Costanzo
  - Miglior attore a Silvio Orlando
- 2022 - Ciak d'oro[4][5]
  - Candidatura a miglior regista a Leonardo Di Costanzo
  - Candidatura a miglior attore protagonista a Silvio Orlando e Toni Servillo